# Corneille (cantante)
Corneille, compositor e intérprete francófono de Rhythm & Blues. Nació en Friburgo de Brisgovia (Alemania) en 1977 bajo el nombre de Corneilius Nyungura. Hijo de estudiantes de ingeniería ruandeses, regresa con ellos a Ruanda a los siete años de edad.
En 1993 gana el concurso "Descubrimiento 93" organizado por la televisión de Ruanda.
En abril de 1994 un grupo armado entra en su casa, agrupa a todos sus parientes en la sala (él logra esconderse tras un sofá) y los fusilan. En los hechos mueren nueve de sus familiares, pero él logra salvar su vida, ya que los asesinos no buscaron más profundamente.
Después de varios días de estar escondido se une a un grupo de refugiados que, como él y su familia, habían sido víctimas del genocidio de Ruanda.
Es adoptado por amigos alemanes de sus padres y vive tres años en Alemania antes de viajar a Quebec para estudiar Comunicación y reunirse con unos parientes.
En la Universidad Concordia de Montreal se une a dos inmigrantes de Haití y funda el grupo O.N.E, consiguiendo el éxito con el tema Zoukin.
Escribe, compone y autofinancia su primer álbum como solista; Parce qu'on vient de loin (Porque venimos de lejos), del cual presenta los sencillos: Avec Classe (octubre de 2002), Ensemble (febrero de 2003), Rêves de star (julio de 2003) y Parce qu'on vient de loin (enero de 2004).
Otros temas del álbum hacen referencia a su trágica experiencia. Es el caso de: Seul au monde, Tout va bien y Terre.
En 2006 contrajo matrimonio con la modelo y actriz canadiense Sofia de Medeiros.

## Algunas de sus declaraciones
- Crecí escuchando a Michael Jackson. Mis maestros son Marvin Gaye, Stevie Wonder y Prince. El new soul es un regreso a esta clase de música. Lo que hago puede llamarse soul francés.

- El mundo es injusto. Los medios han hablado del genocidio de Ruanda, uno de los más grandes después del holocausto judío, pero han hablado mucho más de los atentados del 11 de septiembre de 2001.

- Mi álbum es la celebración de mi nueva vida, una vida a la que otros no tuvieron derecho.

- Que tu vecino lea la Biblia, el Corán o la torá no tiene ninguna importancia, porque a fin de cuentas se parecen mucho.

## Discografía
- 2002: Parce qu’on vient de loin
- 2004: Comme un fils
- 2005: Les marchands de rêves
- 2007: The Birth of Cornelius
- 2009: Sans titre
- 2011: Les Inséparables
- 2013: Entre nord et sud
- 2018: Love & Soul